# (20353) 1998 HD129
A (20353) 1998 HD129 a Naprendszer kisbolygóövében található aszteroida. A LINEAR projekt keretében fedezték fel 1998. április 19-én.